# Thriller (musikalbum)
Thriller är ett studioalbum av Michael Jackson, utgivet den 30 november 1982. Albumet producerades av Quincy Jones och är enligt Guinness Rekordbok världens hittills mest sålda album. Försäljningssiffror varierar beroende på källa, men skivan ska ha sålts i minst 65 000 000 exemplar världen över.
Albumet belönades med åtta Grammys, bland annat för Årets album. Sju låtar från albumet släpptes som singlar, vilka alla hamnade bland top 10 på den amerikanska Billboard-listan. Tre av singlarna, "Billie Jean", "Thriller" och "Beat It" blev list-ettor på samma lista. Albumet som helhet återfanns på Billboards försäljningslista i nästan 2,5 år, varav 37 veckor på första plats.
I samband med Motowns 25-årsjubileum framförde Jackson "Billie Jean". Under framträdandet introducerade han för första gången sitt berömda danssteg moonwalken.

## Produktion och artistsamarbeten
Quincy Jones producerade skivan tillsammans med Jackson. Fyra av skivans nio låtar är skrivna av Jackson själv, och bland övriga spår hittas låtskrivare som bland andra Rod Temperton, James Ingram och Toto-medlemmen Steve Porcaro. Fler medlemmar ur Toto var involverade i produktionen av skivan, bland annat som instrumentalister. 
Flera kända artister medverkade på skivan. "The Girl Is Mine" är en duett tillsammans med Paul McCartney, och gitarristen Eddie Van Halen gästade "Beat It". Skivans titelspår, "Thriller", avslutas med en kortare monolog, utförd av Vincent Price.

## Musikvideor från albumet
Jackson släppte musikvideor till tre av skivans låtar, "Billie Jean", "Beat It", och "Thriller". Dessa ledde till ett nytt sätt att använda musikvideor i marknadsförande syfte. Till "Thriller" gjordes en 14 minuter lång skräckfilm, regisserad av John Landis. Filmen innebar en expansion för musikvideo-industrin och har kallats för den bästa musikvideon någonsin. Hädanefter byggdes allt fler musikvideor upp kring en handling, och innehöll ofta dansnummer, specialeffekter och cameoroller från kända personer.

## Låtlista
Låtskrivare angivna inom parentes.
Sida ett
1. "Wanna Be Startin' Somethin'" (Michael Jackson) – 6:02
2. "Baby Be Mine" (Rod Temperton) – 4:20
3. "The Girl Is Mine" (med Paul McCartney) (Michael Jackson) – 3:42
4. "Thriller" (Rod Temperton) – 5:57

Sida två
1. "Beat It" (Michael Jackson) – 4:19
2. "Billie Jean" (Michael Jackson) – 4:54
3. "Human Nature" (John Bettis, Steve Porcaro) – 4:05
4. "P.Y.T. (Pretty Young Thing)" (James Ingram, Quincy Jones) – 3:58
5. "The Lady in My Life" (Rod Temperton) – 4:59

### Special Edition
1. "Someone in the Dark" (Alan Bergman, Marilyn Bergman, Rod Temperton) – 4:54
2. "Billie Jean"  (Home Demo from 1981) (Michael Jackson) – 2:20
3. "Carousel" (Michael Sembello, Don Freeman) – 1:49

Special Edition innehåller också intervjuer med Quincy Jones och Rod Temperton.